# Anne Frank Remembered
Anne Frank Remembered è un documentario del 1995 diretto da Jon Blair vincitore del premio Oscar al miglior documentario.